# Pirttisaari (ö i Södra Savolax, S:t Michel, lat 61,65, long 26,42)
Pirttisaari är en ö i Finland. Den ligger i sjön Suontee och i kommunen Pertunmaa i den ekonomiska regionen  S:t Michel och landskapet Södra Savolax, i den södra delen av landet, 180 km norr om huvudstaden Helsingfors. Öns area är 3,4 hektar och dess största längd är 390 meter i nord-sydlig riktning.